# Faro de Tarjankut
El Faro de Tarjankut (en ruso: Тарханкутский маяк; en ucraniano: Тарханку́тський мая́к) se encuentra en Crimea en el cabo Tarjankut a 5 km al suroeste de la villa balnearia de Olenivka. Su altura es de unos 40 metros. La construcción del faro Tarjankut y su torre gemela en la península Khersones se inició en 1816 para garantizar la navegación segura en la zona. La piedra Inkerman, de la que el edificio está hecho, se extraía cerca de Sebastopol y se transporta por barcazas. No existían instalaciones de amarre convenientes en ese momento, por lo que las barcazas tenían que fondear en el puerto y la carga fue trasladada a la costa por barcos y luego transportados al sitio de construcción por la estepa.